# 中间副棘茄鱼
中间副棘茄鱼（学名：Halieutichthys intermedius）也称路易斯安那扁平蝙蝠鱼，为棘茄魚科副棘茄魚屬的一种，分布于墨西哥湾，其分布区域受到2010年墨西哥灣漏油事件的严重影响。身体扁平，有刺尖样肉突，眼向外凸出，用尾鳍在海床上跳跃前进。
中间副棘茄鱼是2010年由台湾中央研究院的何宣庆博士与纽约美国自然史博物馆的两位学者共同发现。